# ベルナルト (シフィドニツァ公)
ベルナルト（Bernard Świdnicki、1291年頃 - 1326年5月6日）は、ヤヴォル＝ルヴヴェク＝シフィドニツァ＝ジェンビツェ公（在位：1301年 - 1312年、兄弟と共同統治）、シフィドニツァ＝ジェンビツェ公（在位：1312年 - 1322年、弟ボルコ2世と共同統治）、単独のシフィドニツァ公（在位：1322年 - 1326年）。ヤヴォル＝ルヴヴェク＝シフィドニツァ＝ジェンビツェ公ボルコ1世の次男、母はブランデンブルク＝ザルツヴェーデル辺境伯オットー5世の娘ベアトリクス。

## 生涯
1300年1月30日に兄のボルコが12歳で亡くなると、ベルナルトは公国の相続者、公爵家の未来の家長となることが決まった。翌1301年11月9日、父が思いがけず急死すると、ベルナルトは2人の弟ヘンリク1世、ボルコ2世と共に全財産を相続した。しかし公爵兄弟は全員幼少であったため、母方の伯父であるブランデンブルク＝ザルツヴェデル辺境伯ヘルマンが後見人となり、摂政として公国を統治した。1305年、ベルナルトは成人に達したことを宣言して公国の親政を開始し、弟達の保護者となった。
1312年、ベルナルトと弟達の間で最初の領国の分割が行われ、次弟ヘンリク1世がヤヴォルとルヴヴェクを獲得した。ベルナルトとボルコ2世は残るシフィドニツァ、ジェンビツェを共同で統治した。1322年に2度目の領土分割が実行され、ボルコ2世がジェンビツェを与えられ、ベルナルトはシフィドニツァを保持した。
外交においては、ベルナルトは強大な近隣諸公に対して独立を保つため、守勢に立たされた。1308年、姉ベアトリチェがバイエルン公ルートヴィヒ4世（後にローマ王、皇帝）と結婚したことで、ベルナルトは心強い同盟者を獲得した。1310年、ベルナルトはクヤヴィ公ヴワディスワフ1世（短躯公）の娘クネグンダと結婚し、義父が再統合しつつあったポーランド王国とも強い協力関係を築いた。
1311年、ベルナルトは従兄のレグニツァ公ボレスワフ3世と、ボヘミア王ヨハン・フォン・ルクセンブルクとの間のオパヴァ公国（トロッパウ）を巡る紛争の調停者として、オロモウツでの外交交渉に参加した。議論は妥協に終わり、ボヘミア王が公国を入手する代わりに、レグニツァ公に補償金として銀8000本を支払うことが約束された。またボレスワフ3世との良好な関係のおかげで、ベルナルトはニェムチャを取り戻すことが出来た。
1320年代初頭、ベルナルトは今やポーランド王となった義父ヴワディスワフ1世による、グウォグフの諸公に対する遠征に参加した。また1322年、ミュールドルフの戦いでボヘミア王ヨハン、ローマ王となった義兄ルートヴィヒ4世の同盟者として戦っている。この直後にマズリアへと赴き、同地でドイツ騎士団によって行われたリトアニア遠征にも加わった。
1326年5月6日に35歳で亡くなり、グリュッサウ修道院に葬られた。有能なベルナルトによる統治は公国の強大化に大きく寄与し、息子のボルコ2世がピャスト家最後の（そして最も有名な）独立諸公として活躍することにつながった。

## 家族
1310年、クヤヴィ公で後にポーランド王となったヴワディスワフ1世の娘クネグンダと結婚し、5人の子供をもうけた。
1. ボルコ2世（1312年頃 - 1368年7月28日）
2. コンスタンツィア（1313年頃 - 1363年11月21日以前） - 1326年3月までにグウォグフ公プシェムコ2世と結婚
3. エルジュビェタ（1315年頃 - 1348年2月8日/9日） - オポーレ公ボルコ2世と結婚
4. ヘンリク2世（1316年頃 - 1348年6月28日以前）
5. ベアタ（1320年頃 - 1331年4月9日以後）